# Strutter
«Strutter» — песня группы Kiss из их дебютного альбома Kiss (1974).
Летом 1974 года песня была также издана отдельным синглом. Это был третий и последний сингл с дебютного альбома группы, вслед за «Nothin’ to Lose» (февраль 1974) и «Kissin’ Time» (май 1974). В чарты в США песня тогда не попала.

## История
Песня «Strutter» берёт свое начало от другой песни группы Kiss, которая называлась «Stanley the Parrot». Потом они переделали её в другом ритме и назвали «Strutter».
«Strutter» была одной из пяти песен, вошедших в первую демозапись группы Kiss(продюсером той демозаписи из пяти песен был Эдди Крамер).
Потом песня стала первым треком на первом альбоме группы Kiss (1974). Продюсерами записи были Кенни Кернер и Ричи Уайз.
Для сборника лучших хитов группы Kiss Double Platinum (1978) песня была перезаписана в новой версии, которую озаглавили «Strutter ’78».

## Участники записи
- Пол Стэнли — вокал, ритм-гитара
- Джин Симмонс — бас-гитара, бэк-вокал
- Эйс Фрейли — соло-гитара
- Питер Крисс — ударные

## Песня в играх и фильмах
Песня звучит в видеоигре Grand Theft Auto: San Andreas.